# Élisabeth de Bavière (1329-1402)
Pour les articles homonymes, voir Élisabeth de Bavière.
Élisabeth de Bavière (1329-1402), est une fille du duc Louis IV de Bavière, Empereur romain germanique et de Marguerite II de Hainaut.
Elle fut mariée deux fois :
- en 1350 à Cangrande II della Scala, seigneur de Vérone (1332-1359) ;
- en 1362, en secondes noces, à Ulrich du Wurtemberg, fils du comte Eberhard II de Wurtemberg, de 13 ans son cadet ; elle ne devint jamais comtesse, car son époux mourut en 1388, quatre ans avant son père.

Ils avaient eu un fils, Eberhard III (1364-1417), qui succéda à son grand-père en 1392.